# Predsednik Kenije
Predsednik Republike Kenije (svahilijsko Rais wa Jamhuri ya Kenya) je vodja države in vodja vlade Republike Kenije. Predsednik je tudi vodja izvršne veje kenijske vlade.

## Zgodovina
Kenijska ustava je pred osamosvojitvijo temeljila na standardni »predlogi Lancaster House«, ki se je uporabljala za nekdanje britanske kolonije v Afriki. Bila je predmet sprememb in leta 1969 tudi zamenjana.
Po ustavi iz leta 1963 je bila britanska monarhinja, kraljica Elizabeta II., vodja države, ki jo je lokalno zastopal generalni guverner Kenije, ki je bil vodja vlade. Leta 1964, leto po tem, ko se je država osamosvojila od Britanije, je bila ustava spremenjena in država je postala republika, pri čemer je predsednik zdaj tako vodja države kot vodja vlade.
Kenija je imela od osamosvojitve skupno štiri predsednike v zaporednem vrstnem redu: Jomo Kenyatta, Daniel arap Moi, Mwai Kibaki in sedanji predsednik Uhuru Kenyatta. Daniel Arap Moi ostaja predsednik države z najdaljšim stažem, saj je bil na položaju skupaj 24 let.

## Kvalifikacije in izvolitev
Oseba mora biti za izvolitev na mesto predsednika kenijski državljan po rojstvu, ki je lahko izvoljen za poslanca in ga je predlagala politična stranka ali kandidiral kot neodvisni kandidat. Kandidata bi moralo predlagati tudi več kot dva tisoč volivcev v štiriindvajsetih okrožjih.
Kandidat je lahko pri kandidaturi za predsednika izločen oz. diskvalificiran, če je lojalen tuji državi ali dela za vlado v kakršni koli vlogi javnega uslužbenca. Biti javni funkcionar ne velja za sedanjega predsednika.
Predsednik je izvoljen z ljudskim glasovanjem na splošnih volitvah v mesecu avgustu vsakih 5 let. Da kandidat osvoji predsedniško funkcijo mora dobiti:
1. Več kot polovico vseh oddanih glasov na volitvah
2. Najmanj 25 % oddanih glasov v vsaki od več kot polovice od 47 okrožij v državi.[2]

Uradna rezidenca predsednika Kenije je State House v Nairobiju.
Soproga predsednika se imenuje prva dama Kenije .

## Mandat
Predsednik je upravičen do dveh zaporednih mandatov po pet let, od datuma, ko je prisegel.

## Vloge in odgovornosti
Povzetek vlog predsednika Kenije, kot je določeno v kenijski ustavi :
- Je vodja države in vlade.
- Izvaja izvršilno oblast v državi.
- Je vrhovni poveljnik vojske države, kenijskih obrambnih sil.
- Je predsednik Sveta za nacionalno varnost države.
- Je simbol narodne enotnosti.

Odgovornosti predsednika so povzete na naslednji način:
- Odgovoren je za nagovarjanje vsakega novega parlamenta in enkratno poročanje posebnim parlamentarnim zasedanjem v zvezi z vprašanji nacionalne vrednosti in upravljanja.
- S soglasjem parlamenta ima pooblastilo za imenovanje in potrjevanje sekretarjev kabineta države, generalnega državnega tožilca, glavnih sekretarjev, diplomatskih in konzularnih predstavnikov ter vseh drugih javnih uslužbencev, ki jim ustava podeljuje navedeno pristojnost.
- Predseduje sejam vlade in nadzira potek poslovanja na različnih ministrstvih in vladnih službah.[4]
- Predsednik lahko opravlja tudi druge izvršilne funkcije, ki jih dovoljuje ustava.[4]

Predsednik izvršuje tudi pomilostitve.

## Seznam predsednikov
Glej stran: Seznam predsednikov Kenije